# Операция «Осада»
Операция «Осада» — крупная военная операция Соединенных Штатов во главе с генерал-майором А. Келлер Э. Рокки. Он командовал 50 000 солдат III десантного корпуса морской пехоты, развернутого в провинциях Хэбэй и Шаньдун в период с 1945 по 1949 год. Основными целями операции были репатриация более 600 000 японцев и корейцев, оставшихся в Китае после окончания Второй мировой войны, а также защита жизни и имущества американцев в этой стране. В течение почти четырех лет американские войска участвовали в нескольких стычках с коммунистами в то время, как американцы успешно эвакуировали и репатриировали тысячи иностранных граждан. Однако попытка правительства Соединенных Штатов выступить посредником в заключении мирного договора между противостоящими националистическими и коммунистическими силами оказалась безуспешной.

## Предыстория
Во время Второй мировой войны Китай был полем битвы с тремя противостоящими армиями: Правительственные или националистические силы Чан Кайши, коммунисты под руководством Мао Цзэдуна и японцы. Когда Япония капитулировала в 1945 году, более 630 000 японских и корейских военных и гражданских лиц все еще находились в Китае и нуждались в репатриации. Поскольку у китайского правительства не было средств для репатриации японцев и корейцев, президент Гарри Трумэн направил более 50 000 американских морских пехотинцев III десантного корпуса (IIIAC) и 7-го флота в Северный Китай с приказом принять капитуляцию японцев и их бывших корейских подданных, репатриировать их и помочь националистам восстановить свой контроль над территориями, ранее удерживавшимися японцами. Морские пехотинцы не должны были принимать участие в боевых действиях, и им разрешалось вступать в бой только в том случае, если их обстреляли первыми. Генерал-майор Келлер Э. Роки, IIIAC, был назначен командовать операцией, а генерал-лейтенант Альберт К. Ведемейер — командовать китайским театром
IIIAC готовился к вторжению в Японию, когда война закончилась 2 сентября 1945 года. В течение следующих сорока восьми часов IIIAC получил новые заказы на отправку в Китай.

## Операции

### Провинция Хоуп
Оккупационные силы провинции Хоуп первыми начали наступление. Погрузка десантных кораблей началась 11 сентября и была завершена 19 сентября. отплыв со своей базы на Гуаме, американцы бросили якорь у китайского залива реки Хай 30 сентября. Вскоре после этого началась высадка, и американцев приветствовали толпы сампанов, экипажи которых жаждали торговли, и толпы ликующих китайцев на берегу. Бригадный Генерал Луис Р. Джонс Помощник командира 1-й дивизии высадился в доках танку, чтобы встретиться с местными китайскими портовыми чиновниками, договориться о сдаче японского гарнизона и подготовиться к рассредоточению морских пехотинцев по всей провинции. Все шло по плану: Джонс позже сказал, что" китайские военные и гражданские власти сотрудничали в крайнем случае", и что у него и его людей не было никаких проблем с японским гарнизоном.
Американцев, отправившихся оккупировать Тяньцзинь, также приветствовали толпы китайцев, жаждавших освобождения от японцев. По словам автора Генри шоу-младшего, « улицы были забиты китайцами всех классов и европейскими эмигрантами. Грузовикам и марширующим войскам буквально приходилось пробиваться сквозь счастливые, размахивающие флагами толпы, чтобы добраться до отведенных им мест в бывших международных Концессиях. Многим из этих людей казалось, что их приветствие должно было затмить и затмить „любой прием, оказанный войскам в любое время, в любом месте и в любом месте во время Второй мировой войны“
Первым элементом IIIAC, который увидел действия в Китае, был 1 батальон 7 морской пехоты, хотя он фактически не участвовал в боевых действиях. 1 октября 1 батальон под командованием подполковника Джона Дж. Гормли отплыл из Таку в порт Чинвангтао, поскольку все группировки, как гражданские, так и военные, стремились сотрудничать с американскими войсками", полковник Гормли смог остановить боевые действия, приказав" марионеточным войскам " отойти от обороны периметра города и разместив своих людей вдоль линии фронта. Однако сотрудничество между американцами и коммунистами продолжалось недолго. По словам Шоу, коммунисты занимались саботажем на железной дороге, ведущей в Чинвангтао и устраивали засады на поезда, находящиеся под контролем американцев. Вскоре Чинвангтао станет одним из центров коммунистического сопротивления американской оккупации.
Большая часть японского военного персонала в провинции Хоупе сдалась союзникам войска в течение нескольких дней после прибытия американцев в страну. 6 октября генерал Рокки принял капитуляцию 50 000 японцев в Тяньцзине. Четыре дня спустя еще 50 000 японцев сдались генералу Линь Цзин Суну, личному представителю Чан Кайши в Северном Китае. Большая часть японцев была сосредоточена в бивуаках и казармах вблизи побережья; однако из-за нехватки живой силы японцам на многих своих отдаленных позициях было приказано оставаться на посту до тех пор, пока их не сменят китайские националисты или морские пехотинцы.
Первая стычка между американскими и коммунистическими войсками произошла 6 октября 1945 года на дороге Тяньцзинь-Пекин, всего через неделю после прибытия морской пехоты в Китай. Накануне разведывательный патруль, двигавшийся по дороге, обнаружил тридцать шесть неохраняемых блокпостов, что делало дорогу непроходимой для чего-либо большего, чем джип. Соответственно, отряд саперов и взвод из стрелков была послана расчистка дороги. Примерно в 22 милях (35 км) к северо-западу от Тяньциня инженеры подверглись нападению примерно сорока-пятидесяти коммунистических солдат. После короткой перестрелки американцы были вынуждены отступить с тремя ранеными. На следующий день с той же целью выслали еще одну группу саперов, но на этот раз их защищали рота стрелков, рота танково-палубной авиации. Однако коммунисты не атаковали, и американцам удалось открыть дорогу на Пекин. Вскоре после этого большая колонна из девяноста пяти машин и нескольких сотен американцев пересекла дорогу без происшествий и встретилась с американскими войсками, которые достигли Пекина по железной дороге. Кроме того, был создан патруль, чтобы держать открытой дорогу Тяньцзинь-Пекин.
К 30 октября все основные подразделения 1-й дивизии морской пехоты были высажены на берег. Пекинская группа под командованием генерала Луиса Р. Джонса, сформированная вокруг 5-го полка морской пехоты, разместилась в старом Посольском квартале разместила стрелковую роту на обоих аэродромах города.
Эшелоны летчиков были отправлены на назначенные им аэродромы в Цинтао, Пекине и Тяньцзине, поскольку для них были подготовлены соответствующие объекты, но американское воздушное прикрытие было сильно ограничено в течение первых нескольких месяцев оккупации. В основном это произошло из-за тайфуна «Луиза», который опустошил Окинаву в период с 9 по 11 октября 1945 года. Большая часть оборудования крыла была остановлена на Окинаве по пути в Китай, и оно было повреждено сильными ветрами. 50 000 человек из 92-й и 94-й китайских националистических армий (КНА) были переброшены в Пекин по воздуху из Центрального и Южного Китая 14-й Воздушной армией с 6 по 29 октября. 92-я Цна осталась в районе Пекина, в то время как 94-я Цна переместилась в Тяньцзинь, Танку, Таншань и Чинвангтао.
По мнению шоу, прибытие Цна в Хоуп, возможно, заставило 8-ю рейсовую армию коммунистов насторожиться, хотя это не помешало ей совершать набеги на американцев и устраивать засады, а также подрывать железные дороги и мосты. Шоу говорит, что " первый месяц амфибийного корпуса в Китае выявил структуру будущих месяцев, которые растянулись на годы. Находясь в эпицентре братоубийственной войны с двусмысленными инструкциями воздерживаться от активного участия, «сотрудничая» с националистическими силами, морские пехотинцы шли по натянутому канату, чтобы поддерживать иллюзию дружественного нейтралитета «
В конце 1945 года Чан Кайши готовился к кампании по захвату Маньчжурии В ноябре командующий китайским театром генерал Ведемейер, который также служил военным советником Чан Кайши, предупредил националистического лидера о необходимости закрепиться в жизненно важных провинциях северо-восточного Китая, прежде чем войти в Маньчжурию. Однако для этого националистам требовалась» подавляюще превосходящая « сила. В результате этого националистические войска, дислоцированные в провинциях Хоуп и Шаньдун, были брошены в бой, оставив значительные территории этих провинций незащищенными от коммунистических партизан. Прошло совсем немного времени, прежде чем коммунисты взяли под свой контроль районы, ранее принадлежавшие националистам. Шоу говорит, что „преждевременная Маньчжурская операция националистов содержала в себе семена националистического разрушения, и они созрели за несколько коротких и кровавых лет до полного поражения“

### ПровинцияШаньдун
Ситуация в провинции Шаньдун отличалась от ситуации в Хоупе. В Шаньдуне коммунисты контролировали большую часть сельской местности и побережья, и они также были сильнее по численности, чем в Хоупе, где росло присутствие националистов. По словам Шоу, „Цинтао оставался националистическим островом в коммунистическом море.“ Японцы удерживали железную дорогу, ведущую из Цинтао в глубь страны.
Сразу же после того, как генерал Рокки принял капитуляцию японских войск в районе Тяньцзиня, он отправился в Чефу с 29-м полком морской пехоты 6-й дивизии, чтобы изучить обстановку в этом порту. Однако, когда он прибыл, Рокки обнаружил, что коммунистические войска уже взяли под свой контроль город от японцев и установили нового мэра. Коммунисты в Чефу не сотрудничали с американцами. Адмирал Томас К. Кинкейд, командующий Военно-морским флотом США 7-й флот послал китайскому командующему сообщение с просьбой вывести своих людей из Чефу до того, как высадятся морские пехотинцы. После совещания, состоявшегося 7 октября 1945 года с коммунистическим мэром Чефу, который просил предоставить неприемлемые для американцев условия вывода войск, вице-адмирал Дэниел Э. Барби, командующий VII десантными силами (VIIAF), рекомендовал отложить высадку. Рокки согласился, и 29-й Морской пехотинец получил приказ высадиться вместе с остальной частью 6-й дивизии в Циндао 11 октября, вместо того чтобы идти вперед.
По словам Шоу, в день высадки „6-я разведывательная рота двинулась по многолюдным улицам, вдоль которых выстроилась ликующая, размахивающая флагами толпа, чтобы обезопасить аэродром Цанкоу“, который находился примерно в 10 милях (16 км) от города. На следующий день самолеты наблюдения с эскортного авианосца USS Bougainville благополучно приземлились на поле, и к 16 октября все морские пехотинцы были высажены на берег и распределены по заготовкам.

### Бой
Инцидент В Куйе
Одна из наиболее заметных стычек между американскими и коммунистическими силами стала известна как инцидент в Куйе. 14 ноября поезд, перевозивший генерала Девитта Пека 7-й полк морской пехоты и инспекционная группа, состоящая из морских пехотинцев, были обстреляны близ деревни Куйех, когда она двигалась из Таншаня в Чинвангтао. Последовала нерешительная битва. Более трех часов морские пехотинцы вели перестрелку с коммунистами, расположившимися вокруг деревни, примерно в 500 ярдах (460 м) к северу от железнодорожного полотна. Китайский огонь из деревни был настолько интенсивным, что в какой-то момент американцы вызвали поддержку с воздуха. Однако из-за того, что морская авиация не могла четко идентифицировать вражеские цели, а также из-за того, что существовал риск нанесения вреда ни в чем не повинным гражданским лицам, разрешение на открытие огня не давалось. Поэтому самолеты пролетали над коммунистами, но они фактически не стреляли по ним. Позже в тот же день рота из 7-й морской пехоты была послана на подкрепление попавшему в засаду поезду. Солдаты роты обнаружили, что сопротивление „растаяло“, поэтому поезд генерала Пека прибыл в Куйе после наступления темноты. Потерь среди морских пехотинцев не было. Потери китайцев, если таковые имеются, неизвестны.
На следующий день поезд Пека снова попал в засаду в том же районе, что и раньше. На этот раз китайцы разорвали около 400 ярдов (370 м) железнодорожных путей, и рабочие, посланные для их ремонта, были убиты или ранены наземными минами. Поскольку предполагалось, что ремонтные работы на железной дороге займут не менее двух дней, Пек вернулся в Таншань и сел на самолет наблюдения, чтобы долететь до Чинвангтао. Еще до того, как взять на себя эти новые обязанности, 7-й Морской пехоте не хватало людей. В результате 1-й батальон 29-й Морской Пехоты 6-я дивизия была переведена из Цинтао в Хоупе и передана под оперативное управление 7-й Морской Пехоты.
Пейтайхо и Аньпин
Еще один серьезный инцидент произошел в июле 1946 года. 7 июля Коммунистическая партия Китая выступила с заявлением о своем недовольстве политикой Соединенных Штатов в отношении Китая, и вскоре после этого коммунистические войска предприняли две незначительные атаки против американских войск. Первая стычка произошла 13 июля, когда коммунисты устроили засаду, а затем захватили семь морских пехотинцев, которые охраняли мост примерно в 15 милях (24 км) от Пейтайхо. После некоторых переговоров морские пехотинцы были освобождены невредимыми 24 июля, но взамен коммунисты попросили извинения от правительства Соединенных Штатов за вторжение в то, что они назвали „освобожденной областью“.» Однако вместо этого Соединенные Штаты ответили «решительным протестом».
Пять дней спустя, 29 июля 1946 года, обычный автомобильный патруль (состоящий из батареи B, 11 — й морской пехоты и минометной команды из 5-го полка морской пехоты), состоящий из одного лейтенанта и сорока рядовых, был атакован из засады недалеко от деревни Аньпин. Последовавший бой продолжался четыре часа. Спасательная колонна при поддержке авиации из Тяньцзиня попыталась поймать и уничтожить коммунистов, но она не успела прибыть вовремя. Три Морских Пехотинца, Лейтенант. Дуглас Коуэн, Cpl Гилберт Тейт и PFC Ларри Панч были убиты и двенадцать других были ранены во время того, что до этого момента было самым серьезным столкновением между американскими и китайскими войсками. Еще один морской пехотинец, Рядовой Джон Лопес, позже умер от ран, полученных в бою, и еще двое были ранены, когда они разбили свой джип, возвращаясь в Тяньцзинь за помощью. По словам Шоу, « преднамеренная Коммунистическая засада была дополнительным доказательством того, что шансы на мир в Китае были несуществующими. Невзирая на их соглашения о перемирии, обе стороны начинали военные действия там, где военная ситуация, казалось, благоприятствовала им, и» каждая сторона занимала позицию генерала Маршалла, что другая провоцирует боевые действия и не может быть доверена достижению соглашения "
Синь Хо
Во время операции в Синь Хо произошли две небольшие стычки. Расположенный в 6 милях (9,7 км) к северо-западу от танку, Синь Хо был местом расположения одного из складов боеприпасов 1-й дивизии. В ночь на 3 октября 1946 года группа коммунистических рейдеров пробралась на склад боеприпасов, чтобы украсть часть боеприпасов. Однако часовой из 1-го батальона 5-й Морской Пехоты охранный отряд обнаружил взлом и открыл огонь по налетчикам. Вскоре после этого к месту происшествия была отправлена спасательная группа морских пехотинцев на грузовике, но она попала в засаду, и морские пехотинцы внутри были вынуждены спешиться и выстроиться в линию огня. Также было найдено тело одного из налетчиков. Один морской пехотинец был ранен.
Второе сражение в Синьхоэ произошло в ночь на 4-5 апреля 1947 года, и это было последнее крупное столкновение между американскими и коммунистическими силами во время операции «осажденный». Группа коммунистических рейдеров численностью около 350 человек совершила «спланированную и скоординированную атаку» на три изолированные точки периметра свалки.
Колонна морских пехотинцев на машинах была отправлена на помощь гарнизону осажденного склада боеприпасов, но головная машина конвоя была выведена из строя фугасами, что вынудило американцев спешиться и вступить в бой с засадниками. По словам Шоу, коммунисты приблизились на расстояние выстрела из гранатомета и были отброшены назад. Задержав американское подкрепление, коммунисты смогли вывезти большое количество боеприпасов и взорвать еще две кучи боеприпасов. В общей сложности американцы потеряли пятерых убитыми и шестнадцать ранеными, что стало «худшим инцидентом в истории напряженных отношений между морскими пехотинцами и [китайскими] коммунистами.» Были найдены тела шести коммунистов в форме, и примерно двадцать-тридцать раненых были унесены их товарищами. Через пару недель, 21 апреля, контроль над складом боеприпасов был передан националистам.

### Посредничество
К этому времени около половины из 630 000 японцев и корейцев в Китае были репатриированы. Чан Кайши хотел получить оружие и боеприпасы, захваченные у японцев американцами, чтобы использовать их для своей кампании по захвату Маньчжурии. Генерал Ведемейер, однако, отказался предоставить националистам контроль над оружием, пока они не возьмут под свой контроль программу репатриации, как было условлено ранее. Когда националисты, наконец, взяли под свой контроль репатриацию японцев, американские силы, задействованные в этой операции, стали руководить ею, наблюдая за обработкой, размещением и погрузкой репатриантов на корабли. Кроме того, морские пехотинцы также продолжали предоставлять охранные детали для американских пилотируемых кораблей по репатриации. После того, как все операции по репатриации были завершены летом 1946 года, и когда попытка посредничества в мирном договоре оказалась тщетной, цель морских пехотинцев IIIAC изменилась на традиционную задачу защиты американских жизней и имущества, как старые китайские морские пехотинцы.

### Сокращение численности войск
1 апреля 1946 года, когда реорганизация в Цинтао была завершена, оставшиеся части 6-й дивизии морской пехоты официально стали 3-й бригадой морской пехоты 1-я дивизия морской пехоты завершила свою последнюю Приказную дезактивацию 15 апреля, и персонал и подразделения IIIAC были сокращены до скелетной численности. К этому моменту большинство морских пехотинцев, находившихся в Китае с начала оккупации, были репатриированы, а оставшиеся 25 000 американцев в Китае были в основном неопытны и остро нуждались в обучении. В результате американское командование создало школу в Китае, где многие морские пехотинцы проходили обучение «на рабочем месте».

### Вывод войск
В период с августа по начало сентября националисты взяли под свой контроль Таншаньские угольные месторождения, которые были жизненно важны для предотвращения краха китайских городов, а также железную дорогу между Пекином и Чинвангтао, которые ранее охранялись морскими пехотинцами. В результате генерал Рокки смог уйти из внутренних районов страны и сосредоточить свои силы в крупных городах. После сосредоточения своих сил Рокки сосредоточился на своей учебной программе, которая должна была поддерживать высокую боеготовность IIIAC, и готовился к вылету, который должен был состояться в течение следующих нескольких месяцев. 7-я Морская пехота, усиленная 3-м батальоном 11-й морской пехоты, была переброшена в район Пэйтайхо-Чинвангтао, а штаб дивизии, «спецназ» 1-й морской пехоты и остатки 11-й морской пехоты заняли позиции в Тяньцине. Рокки был окончательно освобожден от командования 18 сентября 1946 года и заменен генерал-майором Сэмюэлем Л. Говардом, который будет управлять большей частью вывода войск.
Американские войска были выведены из провинции Хоуп в период с апреля по май 1947 года. После этого усилия по эвакуации американских и других иностранных граждан были сосредоточены вокруг Цинтао, который находился под контролем бригадного генерала Омара т. Пфайффера и его людей. Один пехотный батальон, базировавшийся в Цинтао, был зарезервирован для операций по защите жизни и имущества американцев в Хоупе, но он будет развернут только в случае необходимости. Осенью 1948 года в Маньчжурии произошел экономический и военный крах националистов, предсказанный генералом Ведемейером, Маршаллом и другими. По словам Шоу, " за несколько коротких месяцев коммунисты захватили огромное количество боеприпасов и поглотили тысячи дезертировавших националистических войск, которые потеряли всякое желание сражаться. В городах Южного и Центрального Китая обнищавшее население, возглавляемое агитаторами, становилось все более недовольным своей участью в непрерывной войне и давало веские доказательства того, что оно примет любое изменение, которое обещает мир "

### Жертвы
В общей сложности тринадцать морских пехотинцев были убиты и сорок три ранены в столкновениях с коммунистическими силами во время операции «осажденный». За тот же период погибли двадцать два члена экипажа четырнадцати самолётов морской пехоты.